# ヘンリー・G・サパースタイン
ヘンリー・G・サパースタイン（Henry G. Saperstein、1918年6月2日 - 1998年6月24日）は、アメリカ合衆国のプロデューサー、映画配給業者。イリノイ州シカゴ出身。
アメリカにおける版権ビジネスの先駆者とされる。複数の映像関連会社を経営しており、ユナイテッド・プロダクションズ・オブ・アメリカ、テレビ・パーソナリティーズ、ベネディクト・ピクチャーズ（ベネディクト・プロ）、グレン・フィルム、スクリーン・エンターテイメント、HGサパースタイン&アソシエイツなどがある。

## 人物
イリノイ州シカゴで5つの映画館を経営するアーロン・サパースタインの息子として生まれる。
シカゴ大学で航空工学と数学を学びながら、父親が経営している映画館で映写技師として働いていたが、1938年に父親が死去した為、大学を中退し、事業を相続。第二次世界大戦時に事業を売却した後、徴兵を受け、訓練用映画の制作に関わった。
除隊後、テレビ放送が開始されると1948年に50本の低予算映画の権利を買い集めテレビ局に映画作品を配給するようになる。当時、映画業界はテレビを敵視しており、テレビ局に映画を配給する業者がいなかった為、サバ―スタインは権利の買収にかかった額の2倍の金額で映画を配給することで多額の利益を得た。
その利益でテレビ番組の制作会社テレビ・パーソナリティーズを設立。アニメを欲していたテレビ局の要望に答えるため、ユナイテッド・プロダクションズ・オブ・アメリカを買収。テレビの宣伝性と版権ビジネスの可能性を見込んだサパースタインはテレビ・キャラクターの権利を買い集めた。
1950年代にはトム・パーカーのエルヴィス・プレスリー・エンタープライズと契約して、エージェントとして働き、エルヴィス・プレスリーのグッズを販売することで利益を得ている。
1955年にカリフォルニア州ハリウッドに移る。全米テレビ芸術科学アカデミーの創立に参加。
1960年頃にSF映画をテレビ局が欲していることを部下から聞き、SF映画を製作している外国企業として東宝とハマー・フィルム・プロダクションに目をつける。
ハマー・フィルムとの交渉との交渉は難航することを予測したサバ―スタインは東宝に話を持ち掛けることを決め、ロサンゼルスにあった東宝の日系人向け映画館東宝ラブレア劇場で『ゴジラ』を鑑賞したサパースタインは、同シリーズの権利取得を計画。日本企業との交渉に備え、カリフォルニア大学ロサンゼルス校の夜間クラスで日本について学ぶ。
その甲斐あって東宝から北米における「ゴジラ」シリーズのテレビ・劇場配給権とマーチャンダイジング権を取得。さらに自身の会社であるベネディクト・プロを東宝と提携させ、『怪獣大戦争』、『フランケンシュタイン対地底怪獣』などの映画を製作する。提携に際してサパースタインは制作費を半分負担する代わりに脚本段階からコンサルティングを東宝に要求。撮影に関しては日本式の手法を尊重する方針を撮った。
彼は世界で「ゴジラ」シリーズをヒットさせるために核の恐怖のメタファーだったゴジラをヒーロー化させるように提案した。その際にともに仕事をした田中友幸、本多猪四郎などの東宝関係者を称賛しており、円谷英二に関しては崇拝しているとまで述べている。東宝との30年の関係は愛憎半ばするものだったとされ、東宝側からは最後まで部外者として扱われていたと言い、「ラドヤード・キップリングの言うように東は東、西は西だ」と述べている。
ニック・アダムスやラス・タンブリンを東宝との提携作品に出演させたのは作品をテレビ局に売るためであり、劇場では集客効果は無くともテレビ向けにある程度知名度のある俳優が必要としている。
それらの作品群の製作が終わった後、ゴジラシリーズの作品としての質が低下していることを感じたことから共同制作や出資はせずに北米における配給とマーケティングに専念した。サバ―スタインはゴジラシリーズの質の低下を嘆いており、再び超大作としてのゴジラシリーズを作らせるため、その後も東宝に複数回新作の企画を提案しているが、ドルの値下がりもあり実現には至ってない。
サバ―スタインが東宝に提案した映画には『サンダ対ガイラ』の生き残りがサイボーグ化したゴジラと戦う映画、『エクソシスト』に影響を受けた『ゴジラ対悪魔』、『スター・ウォーズ』に影響を受けたゴジラが宇宙に行く映画、1980年頃に企画された超大作としての新しいゴジラ映画、1988年に企画が好評されたアニメーション映画などがある。
1993年にゴジラ関係の権利の内、映画作品のライセンスをシミタールに、玩具関係のライセンスをトレンドマスターに与えた。サパースタインはアメリカの映画会社にゴジラ映画の製作を持ちかけており、それを受けたトライスター ピクチャーズが『GODZILLA』を製作することになるが、それによりソニー・ピクチャーズ エンタテインメントが東宝とゴジラシリーズの版権管理の契約を結び、自身はゴジラの権利を手放すことになった。
1998年6月24日にガンの為、ビバリーヒルズで死去。遺作は同年冬に公開された映画『Mr.マグー』。
版権ビジネスをするにあたって彼が心がけていたのは商品を過剰に供給せず、商品数をコントロールすることでキャラクター人気を長期にわたって維持することだったと言う。
娘はバラエティのシニア・エディターのパット・サパ―スタイン。

## 参加作品

### 映画
| タイトル                                                                   | 公開年 | 担当             | 備考                 |
| -------------------------------------------------------------------------- | ------ | ---------------- | -------------------- |
| The Big TNT Show                                                           | 1966   | プロデューサー   | ドキュメンタリー     |
| フランケンシュタイン対地底怪獣 Frankenstein Conquers the World             | 1966   | 製作総指揮       |                      |
| Turn On, Tune In, Drop Out                                                 | 1967   | プロデューサー   | ドキュメンタリー     |
| 太平洋の地獄 Hell in the Pacific                                           | 1968   | 製作総指揮       |                      |
| 怪獣大戦争 Monster Zero                                                    | 1970   | 製作総指揮       |                      |
| フランケンシュタインの怪獣 サンダ対ガイラ 海外版 The War of the Gargantuas | 1970   | 製作総指揮       |                      |
| メカゴジラの逆襲 The Terror of Godzilla                                    | 1978   | 製作総指揮       |                      |
| 血を吸う薔薇 Evil of Dracula                                               | 1980   | 製作総指揮       | テレビ放送用英語吹替 |
| GODZILLA Godzilla                                                          | 1998   | コンサルティング |                      |
| Mr.マグー Mr. Magoo                                                        | 1998   | 製作総指揮       |                      |

### 劇場アニメ
| タイトル    | 公開年 | 担当       | 備考 |
| ----------- | ------ | ---------- | ---- |
| Gay Purr-ee | 1962   | 製作総指揮 |      |

### テレビアニメ
| タイトル                                          | 放送年    | 担当       | 備考 |
| ------------------------------------------------- | --------- | ---------- | ---- |
| ディック・トレイシー The Dick Tracy Show          | 1961–1962 | 製作総指揮 |      |
| Mister Magoo's Christmas Carol                    | 1962      | 製作総指揮 |      |
| がんばれマグー The Famous Adventures of Mr. Magoo | 1964–1965 | 製作総指揮 |      |
| Uncle Sam Magoo                                   | 1970      | 製作総指揮 |      |